# Sülstorf
Sülstorf est une municipalité allemande du land de Mecklembourg-Poméranie-Occidentale et l'arrondissement de Ludwigslust-Parchim.

## Personnalités
- Jochen Bachfeld (1952-), champion olympique de boxe en 1976, est né à Sülstorf.

## Source
- (de) Cet article est partiellement ou en totalité issu de l’article de Wikipédia en allemand intitulé « Sülstorf » (voir la liste des auteurs).